# Ayrshire and Arran
Pour les articles homonymes, voir Ayrshire et Arran.
Ayrshire and Arran est une des régions de lieutenance d'Écosse. Cette région est formée des council areas de l'East Ayrshire, du North Ayrshire et du South Ayrshire. Elle correspond à l'ancien comté de l'Ayrshire et de l'Île d'Arran. Son nom provient de la ville d'Ayr. Les autres villes d'importance sont Kilmarnock et Irvine.